# Élections législatives de 1973 dans le Val-d'Oise
Les élections législatives françaises de 1973 se déroulent les 4 mars 1973 et 11 mars 1973. Dans le département du Val-d'Oise, cinq députés sont à élire dans le cadre de cinq circonscriptions.

## Élus
| Circonscription | Député sortant     | Parti | Parti | Député élu ou réélu | Parti | Parti |
| --------------- | ------------------ | ----- | ----- | ------------------- | ----- | ----- |
| 1re             | Michel Poniatowski |       | RI    | Michel Poniatowski  |       | RI    |
| 2e              | Jacques Richard    |       | UDR   | Claude Weber        |       | PCF   |
| 3e              | Léon Feix          |       | PCF   | Léon Feix           |       | PCF   |
| 4e              | René Ribière       |       | UDR   | René Ribière        |       | UDR   |
| 5e              | Solange Troisier   |       | UDR   | Henry Canacos       |       | PCF   |

## Résultats

### Résultats à l'échelle du département
| Parti                                   | Parti                                   | Parti                                   | Premier tour | Premier tour | Second tour | Second tour | Sièges |
| Parti                                   | Parti                                   | Parti                                   | Voix         | %            | Voix        | %           | Sièges |
| --------------------------------------- | --------------------------------------- | --------------------------------------- | ------------ | ------------ | ----------- | ----------- | ------ |
|                                         |                                         | Parti communiste français               | 101 956      | 30,67        | 130 540     | 47,06       | 3      |
|                                         | Parti socialiste                        | 49 671                                  | 14,94        | Retrait      | Retrait     | 0           |        |
|                                         | Parti socialiste unifié                 | 13 251                                  | 3,99         |              |             | 0           |        |
| Total Union de la gauche                | Total Union de la gauche                | 164 878                                 | 49,59        | 130 540      | 47,06       | 3           |        |
|                                         |                                         | Union des démocrates pour la République | 68 672       | 20,66        | 99 264      | 35,79       | 1      |
|                                         | Républicains indépendants               | 30 142                                  | 9,07         | 34 293       | 12,36       | 1           |        |
| Total Union des républicains de progrès | Total Union des républicains de progrès | 98 814                                  | 29,72        | 133 557      | 48,15       | 2           |        |
|                                         |                                         | Centre démocrate                        | 22 426       | 6,75         | Retrait     | Retrait     | 0      |
|                                         | Parti radical                           | 10 991                                  | 3,31         | 13 292       | 4,79        | 0           |        |
|                                         | Parti social-démocrate                  | 7 492                                   | 2,25         | Retrait      | Retrait     | 0           |        |
| Total Mouvement réformateur             | Total Mouvement réformateur             | 40 909                                  | 12,30        | 13 292       | 4,79        | 0           |        |
|                                         | Divers droite                           | Divers droite                           | 12 970       | 3,90         | Retrait     | Retrait     | 0      |
|                                         | Centre national des indépendants        | Centre national des indépendants        | 8 226        | 2,47         |             |             | 0      |
|                                         | Lutte ouvrière                          | Lutte ouvrière                          | 2 024        | 0,61         | 0           |             |        |
|                                         | Ligue communiste révolutionnaire        | Ligue communiste révolutionnaire        | 1 505        | 0,45         | 0           |             |        |
|                                         | Divers                                  | Divers                                  | 1 504        | 0,45         | 0           |             |        |
|                                         | Front national                          | Front national                          | 917          | 0,28         | 0           |             |        |
|                                         | Gaullistes d'opposition                 | Gaullistes d'opposition                 | 454          | 0,14         | 0           |             |        |
|                                         | OCI                                     | OCI                                     | 264          | 0,08         | 0           |             |        |
|                                         |                                         |                                         |              |              |             |             |        |
| Inscrits                                | Inscrits                                | Inscrits                                | 408 074      | 100,00       | 346 257     | 100,00      | 5      |
| Abstentions                             | Abstentions                             | Abstentions                             | 69 583       | 17,05        | 57 964      | 16,74       |        |
| Votants                                 | Votants                                 | Votants                                 | 338 491      | 82,95        | 288 293     | 83,26       |        |
| Blancs et nuls                          | Blancs et nuls                          | Blancs et nuls                          | 6 026        | 1,78         | 10 904      | 3,78        |        |
| Exprimés                                | Exprimés                                | Exprimés                                | 332 465      | 98,22        | 277 389     | 96,22       |        |

### Résultats par circonscription

#### Première circonscription (Pontoise - L'Isle-Adam)
| Candidat           | Candidat                         | Parti          | Premier tour | Premier tour | Second tour | Second tour |  |
| Candidat           | Candidat                         | Parti          | Voix         | %            | Voix        | %           |  |
| ------------------ | -------------------------------- | -------------- | ------------ | ------------ | ----------- | ----------- |  |
|                    | Michel Poniatowski sortant réélu | RI (URP)       | 26 227       | 41,32        | 34 293      | 54,86       |  |
|                    | Fernand Chatelain                | PCF            | 16 864       | 26,57        | 28 222      | 45,14       |  |
|                    | Roland Daffix                    | PS (UGSD)      | 8 961        | 14,12        | Retrait     | Retrait     |  |
|                    | Georges Martin                   | CD (MR)        | 6 636        | 10,45        |             |             |  |
|                    | Georges Le Guelte                | PSU            | 2 829        | 4,46         |             |             |  |
|                    | Guy Cannie                       | Divers droite  | 1 039        | 1,64         |             |             |  |
|                    | Marie-Thérèse Poupeney           | FN             | 917          | 1,44         |             |             |  |
|                    |                                  |                |              |              |             |             |  |
| Inscrits           | Inscrits                         | Inscrits       | 77 932       | 100,00       | 77 910      | 100,00      |  |
| Abstentions        | Abstentions                      | Abstentions    | 13 053       | 16,75        | 13 065      | 16,77       |  |
| Votants            | Votants                          | Votants        | 64 879       | 83,25        | 64 845      | 83,23       |  |
| Blancs et nuls     | Blancs et nuls                   | Blancs et nuls | 1 406        | 2,17         | 2 330       | 3,59        |  |
| Exprimés           | Exprimés                         | Exprimés       | 63 473       | 97,83        | 62 515      | 96,41       |  |
| Source : Data.gouv |                                  |                |              |              |             |             |  |

#### Deuxième circonscription (Cormeilles - Taverny)
| Candidat                       | Candidat                | Parti          | Premier tour | Premier tour | Second tour | Second tour |  |
| Candidat                       | Candidat                | Parti          | Voix         | %            | Voix        | %           |  |
| ------------------------------ | ----------------------- | -------------- | ------------ | ------------ | ----------- | ----------- |  |
|                                | Claude Weber élu        | PCF            | 14 424       | 27,76        | 25 399      | 50,14       |  |
|                                | Jacques Richard sortant | UDR (URP)      | 13 474       | 25,93        | 25 253      | 49,86       |  |
|                                | Annick Poncet           | PS (UGSD)      | 7 979        | 15,36        | Retrait     | Retrait     |  |
|                                | Roger Barat             | PSD (MR)       | 7 492        | 14,42        | Retrait     | Retrait     |  |
|                                | André Blondé            | CNIP           | 5 687        | 10,94        |             |             |  |
|                                | René Leclerc            | PSU            | 1 867        | 3,59         |             |             |  |
|                                | Désiré Nogrette         | LO             | 1 039        | 2            |             |             |  |
|                                |                         |                |              |              |             |             |  |
| Inscrits                       | Inscrits                | Inscrits       | 63 373       | 100,00       | 63 348      | 100,00      |  |
| Abstentions                    | Abstentions             | Abstentions    | 10 536       | 16,63        | 10 354      | 16,34       |  |
| Votants                        | Votants                 | Votants        | 52 837       | 83,37        | 52 994      | 83,66       |  |
| Blancs et nuls                 | Blancs et nuls          | Blancs et nuls | 875          | 1,66         | 2 342       | 4,42        |  |
| Exprimés                       | Exprimés                | Exprimés       | 51 962       | 98,34        | 50 652      | 95,58       |  |
| Source : Data.gouv et Le Monde |                         |                |              |              |             |             |  |

#### Troisième circonscription (Argenteuil - Bezons)
|                    | Léon Feix sortant réélu | PCF                  | 25 742 | 51,7   |  |  |  |
|                    | Laurent Vallery-Radot   | UDR (URP)            | 7 814  | 15,69  |  |  |  |
|                    | André Tondeur           | PS (UGSD)            | 4 866  | 9,77   |  |  |  |
|                    | Gérard D'Oléac          | CD (MR)              | 4 371  | 8,78   |  |  |  |
|                    | Bernard Christol        | RI (URP)             | 3 915  | 7,86   |  |  |  |
|                    | Robert Bracq            | PSU                  | 1 832  | 3,68   |  |  |  |
|                    | Dominique Palacio       | LO                   | 985    | 1,98   |  |  |  |
|                    | Charles Stobnicer       | Extrême gauche (OCI) | 264    | 0,53   |  |  |  |
|                    |                         |                      |        |        |  |  |  |
| Inscrits           | Inscrits                | Inscrits             | 61 509 | 100,00 |  |  |  |
| Abstentions        | Abstentions             | Abstentions          | 10 868 | 17,67  |  |  |  |
| Votants            | Votants                 | Votants              | 50 641 | 82,33  |  |  |  |
| Blancs et nuls     | Blancs et nuls          | Blancs et nuls       | 852    | 1,68   |  |  |  |
| Exprimés           | Exprimés                | Exprimés             | 49 789 | 98,32  |  |  |  |
| Source : Data.gouv |                         |                      |        |        |  |  |  |

#### Quatrième circonscription (Montmorency - Enghien)
| Candidat                       | Candidat                   | Parti                     | Premier tour | Premier tour | Second tour | Second tour |  |
| Candidat                       | Candidat                   | Parti                     | Voix         | %            | Voix        | %,          |  |
| ------------------------------ | -------------------------- | ------------------------- | ------------ | ------------ | ----------- | ----------- |  |
|                                | René Ribière sortant réélu | UDR (URP)                 | 20 967       | 28,23        | 32 771      | 43,88       |  |
|                                | Claude Gatignon            | PCF                       | 14 435       | 19,44        | 28 626      | 38,33       |  |
|                                | Jean Maire                 | PS (UGSD)                 | 12 546       | 16,89        | Retrait     | Retrait     |  |
|                                | Léon Hovnanian             | Rad (MR)                  | 10 991       | 14,8         | 13 292      | 17,8        |  |
|                                | Henri Hatrel               | Divers droite             | 10 052       | 13,53        | Retrait     | Retrait     |  |
|                                | Jean-Claude Hubi           | PSU                       | 2 945        | 3,97         |             |             |  |
|                                | Guy Borri                  | Divers droite (Gaullisme) | 1 480        | 1,99         |             |             |  |
|                                | Marguerite Maillant        | FP                        | 454          | 0,61         |             |             |  |
|                                | Jean Madon                 | Divers droite             | 399          | 0,54         |             |             |  |
|                                |                            |                           |              |              |             |             |  |
| Inscrits                       | Inscrits                   | Inscrits                  | 91 944       | 100,00       | 91 785      | 100,00      |  |
| Abstentions                    | Abstentions                | Abstentions               | 16 441       | 17,88        | 15 402      | 16,78       |  |
| Votants                        | Votants                    | Votants                   | 75 503       | 82,12        | 76 383      | 83,22       |  |
| Blancs et nuls                 | Blancs et nuls             | Blancs et nuls            | 1 234        | 1,63         | 1 694       | 2,22        |  |
| Exprimés                       | Exprimés                   | Exprimés                  | 74 269       | 98,37        | 74 689      | 97,78       |  |
| Source : Data.gouv et Le Monde |                            |                           |              |              |             |             |  |

#### Cinquième circonscription (Sarcelles - Garges-lès-Gonesse)
| Candidat           | Candidat                  | Parti          | Premier tour | Premier tour | Second tour | Second tour |  |
| Candidat           | Candidat                  | Parti          | Voix         | %            | Voix        | %           |  |
| ------------------ | ------------------------- | -------------- | ------------ | ------------ | ----------- | ----------- |  |
|                    | Henry Canacos élu         | PCF            | 30 491       | 32,8         | 48 293      | 53,94       |  |
|                    | Solange Troisier sortante | UDR (URP)      | 26 417       | 28,41        | 41 240      | 46,06       |  |
|                    | Louis Perrein             | PS (UGSD)      | 15 319       | 16,48        | Retrait     | Retrait     |  |
|                    | Pierre Salvi              | CD (MR)        | 11 419       | 12,28        | Retrait     | Retrait     |  |
|                    | Daniel Hug                | PSU            | 3 778        | 4,06         |             |             |  |
|                    | Paul Le Lay               | CNIP           | 2 539        | 2,73         |             |             |  |
|                    | J.-M. Poiron              | LCR            | 1 505        | 1,62         |             |             |  |
|                    | Michel Marbach            | Divers         | 1 504        | 1,62         |             |             |  |
|                    |                           |                |              |              |             |             |  |
| Inscrits           | Inscrits                  | Inscrits       | 113 316      | 100,00       | 113 214     | 100,00      |  |
| Abstentions        | Abstentions               | Abstentions    | 18 685       | 16,49        | 19 143      | 16,91       |  |
| Votants            | Votants                   | Votants        | 94 631       | 83,51        | 94 071      | 83,09       |  |
| Blancs et nuls     | Blancs et nuls            | Blancs et nuls | 1 659        | 1,75         | 4 538       | 4,82        |  |
| Exprimés           | Exprimés                  | Exprimés       | 92 972       | 98,25        | 89 533      | 95,18       |  |
| Source : Data.gouv |                           |                |              |              |             |             |  |